# Bergamt Lobenstein
Das Bergamt Lobenstein war ein Bergamt in Reuß jüngerer Linie mit Sitz in Lobenstein.

## Geschichte
Eine Reihe von Erbteilungen hatte seit dem 16. Jahrhundert dazu geführt, dass die Reußischen Lande in eine Vielzahl von Kleinstaaten zerfallen war. Da diese zu klein waren, eigene Bergämter zu rechtfertigen wurde das Bergamt Lobenstein als gemeinschaftliche Bergbehörde für Reuß-Lobenstein und Reuß-Ebersdorf und zeitweise für wechselnde andere Teilherrschaften Reuß jüngerer Linie gebildet. Die erste Erwähnung stammt aus dem Jahr 1675. Die Behörde wurde zunächst in Personalunion durch den Amtmann des Amtes Lobenstein geführt. Als Oberbehörde entstand später die Bergdirektion Ebersdorf, die 1844 aufgelöst wurde.
1832 wurde das Bergamt Hirschberg aufgelöst und die Aufgaben dem Bergamt Lobenstein zugeordnet. 1844 erfolgte eine Neuorganisation der Bergbehörden. Das Bergamt Lobenstein wurde auf die Berggerichtspflege beschränkt, es hatte damit Gerichtsfunktion. Die Verwaltungsaufgaben erhielt die Steuer- und Polizeidirektion von Reuß-Ebersdorf als „Bergdirektion“.
1858 wurde das Bergamt Saalburg aufgelöst und die Aufgaben dem Bergamt Lobenstein zugeordnet. 1863 verlor das Bergamt die Aufgaben der streitigen Gerichtsbarkeit. Diese wurden nun von den ordentlichen Gerichten übernommen. 1869 wurde auch das Bergamt Schleiz und die Bergdirektion Ebersdorf aufgelöst. Damit das Bergamt Lobenstein für den Oberländischen Bezirk des Fürstentum zuständig.
Zum 1. Januar 1871 trat das Berggesetz für das Fürstentum Reuß j.L. in Kraft. Das Bergamt Lobenstein blieb weitgehend unverändert, wurde aber nun dem Ministerium von Reuß j.L., Abteilung für das Innere, nachgeordnet. 1872 wurde die Pflege Reichenfels aus dem Sprengel des Bergamtes Lobenstein herausgelöst und dem Bergamt Gera zugeordnet. Als Beamte waren ein Justizamtmann sowie ein Bergmeister beschäftigt.
In der Weimarer Republik wurden die thüringischen Kleinstaaten aufgehoben und das Land Thüringen gebildet. Dies hatte eine Neuordnung der Behörden zufolge. Im Bereich der Bergbehörden wurden zum 1. Oktober 1922 die Thüringischen Bergämter Altenburg und Saalfeld gebildet. Das Bergamt Lobenstein wurde endgültig aufgehoben und am 30. September 1922 aufgelöst.

## Personen
- Heinrich Hartung, Bergmeister 1856–[1896]
- Karl Friedrich August Hoffmann Juristisches Mitglied des Bergamts